# Shuma Kusumoto
Shuma Kusumoto (楠元 秀真 Kusumoto Shuma?), född 12 september 1992 i Chiba prefektur, är en japansk fotbollsspelare.
Kusumoto började sin karriär 2015 i Yokohama FC. 2018 flyttade han till Kataller Toyama.